# Denys Lable
Denys Lable est un guitariste français né le 21 juillet 1947 à Auxerre.
Il a accompagné en studio comme à la scène de nombreux artistes de la chanson française parmi lesquels Julien Clerc, Michel Jonasz, France Gall, Francis Cabrel,.
Il est aussi le créateur et producteur d'Autour du blues réunissant les principaux guitaristes de blues de l'hexagone à travers disques et concerts.

## Biographie

### Débuts
Denys a grandi dans une famille de musiciens. Sa mère Jeanne Marie Berthier est la fille de Paul Berthier (1884-1953), cofondateur de la Manécanterie des Petits Chanteurs à la croix de bois. Il est le neveu de Jacques Berthier (1923-1994), compositeur et organiste, et il est aussi cousin de France Gall et de Vincent Berthier de Lioncourt (fils de Jacques), cofondateur en 1987 du Centre de musique baroque de Versailles (CMBV). À 12 ans, il a sa première guitare ; 5 ans plus tard il fonde avec son frère Richard son premier groupe, Les Shows. Au milieu des années soixante, il suit ses études à l'École Boulle à Paris. Il multiplie peu après les apparitions dans de nombreux groupes de rock jusqu'à ses premiers enregistrements en studio pour Michel Colombier au début des années 1970.

### Années 1970 et 1980
1970-71 marque le début d'une longue collaboration avec Julien Clerc, qu'il accompagnera en tournée en France et à travers le monde. En 1974, il enregistre Terre de France et l'année suivante il signe les arrangements sur N°7.
À cette époque, il rencontre Jean-Claude Vannier avec lequel il travaille entre autres pour Serge Gainsbourg et Jane Birkin.
En 1977, c'est Le Théâtre de la ville, avec Michel Jonasz et le début d'une activité fertile avec Gabriel Yared. Il participe aux albums Gin tonic et Musique saoule de Françoise Hardy.
Tout au long des années 1980/90, il est sollicité par de nombreux artistes et enregistre dans les « Temples du son » que sont les studios Davout, Ferber, La Grande Armée, Gang, Plus 30, Face B, etc. En compagnie de Paul Scemama, il produit son premier album, Crystal Hotel.
En 1989 paraît Sarbacane qui marque le départ d'une longue complicité avec Francis Cabrel. Parallèlement, il travaille au sein de la M.B. School pour la version anglaise de Starmania, Tycoon notamment sur le titre chanté par Peter Kingsbery Only the Very Best. Dion chante Plamondon et Double je (Michel Berger et France Gall en duo).

### Les années 1990
En 1990 commence la tournée du Rock'n Roll Show avec F. Cabrel et Dick Rivers qui revisitent le rock des années 1950.
En 1993, il est aux côtés de France Gall pour les concerts à Bercy et la tournée qui suit.
En 1994, c'est Samedi soir sur la terre et le second album de Denys « Crapou/Lable » confectionné avec Gérard Kawczynski.
L'année suivante, il part enregistrer à Montréal avec Roch Voisine, Robert Charlebois, Jeff Smallwood, Patrick Norman. Puis il participe à l'album 23 am de Robert Miles.

### Les années 2000
À la demande de J.F. Foucault, directeur du festival parisien Jazz à Albret, il donne, entouré de Bertrand Lajudie, Éric Seva, et les Paganotti père et fils, un unique concert en juillet 2000, et se lance peu après dans l'aventure « Autour du blues ».
Sous l'impulsion du producteur Éric Basset, épaulé par Michael Jones, Ahmed Mouici et Patrick Verbeke, il réunit une équipe pour un concert où les « guitaristes » et « le Blues » sont à l'honneur.
J.J. Goldman, D. Rivers, F. Cabrel, Paul Personne s'associent à l'évènement, qui fera l'objet d'un double CD (2001). D'autres concerts, d'autres enregistrements suivront.
Le dernier en date a été réalisé au New Morning en 2007, pour les 25 ans du club, en compagnie de Robben Ford et Larry Carlton.
À noter ses autres réalisations pour Valérie Cicco (Quelle belle ville), P. Verbeke (Échos d'Acadie), et Soldat Louis (Itinéraires et VIP: Very Intimes Poteaux).

## Discographie

### Album Solo
| Année | Album              |
| ----- | ------------------ |
| 1988  | Crystal Hotel      |
| 1994  | CrapouLable        |
| 2015  | Archtop Electrique |
| 2022  | Dédoublé           |

### Album Live
| Année | Album                 |
| ----- | --------------------- |
| 2001  | Autour du blues vol 1 |
| 2003  | Autour du blues vol 2 |